# Hardwell
Hardwell pe numele real Robbert van de Corput (n. 7 ianuarie 1988) este un DJ neerlandez de muzică House Progresiv și Electro House, de asemenea este și un producător muzical.
Ieșirea pe scenă, în 2009, o face cu bootleg-ul "Show Me Love vs Be". Printre cele mai răsunătoare hit-uri ale sale se enumeră: "Spaceman", "Encoded", "The World", "Cobra" și "Apollo", iar în colaborare cu Tiësto - "Zero 76". În 2011 a reușit să intre în Top 100 al revistei DJ Magazine clasându-se pe locul 24, iar în 2012 a urcat 18 poziții, clasându-se deja pe locul 6 în lume.În 2013 și 2014 ajungând pe locul 1 în revista Dj Magazine. 

## Discografie

### 2007
- "Never Knew Love" (feat. Greatski)

### 2008
- "Mrkrstft" (feat. R3hab)
- "Enigma"

### 2009
- "Show Me Love vs Be"

### 2010
- Alright 2010

### 2011
- "Zero 76" (feat. Tiësto)
- "Encoded"
- "Cobra"

### 2012
- "Spaceman"
- "Call Me A Spaceman" (feat. Mitch Crown)
- "Kontiki" (feat. Dannic)
- "How We Do" (feat. Showtek)
- "Apollo" (feat. Amba Shepherd)

## 2013
- Dynamo[feat.(Laidback Luke)]
- Never Say Goodbye[feat.( Dyro & Bright Lights)]
- Countdown[feat MAKJ]
- Jumper(& W&W)
- Dare you(feat Matthew Koma)

## Controversă
În data de 6 iulie 2024 Hardwell și-a anulat show-ul din cadrul festivalului SAGA în fața fanilor. El a invocat nefuncționarea echipamentelor și faptul că nu a fost plătit.   